# カピストレッロ
カピストレッロ（イタリア語: Capistrello）は、イタリア共和国アブルッツォ州ラクイラ県にある、人口約5,200人の基礎自治体（コムーネ）。

## 地理

### 位置・広がり

#### 隣接コムーネ
隣接するコムーネは以下の通り。括弧内のFRはフロジノーネ県（ラツィオ州）所属を示す。
- アヴェッツァーノ
- カニストロ
- カステッラフィウーメ
- フィレッティーノ (FR)
- ルーコ・デイ・マルシ
- スクルコラ・マルシカーナ
- タリアコッツォ